# Dese

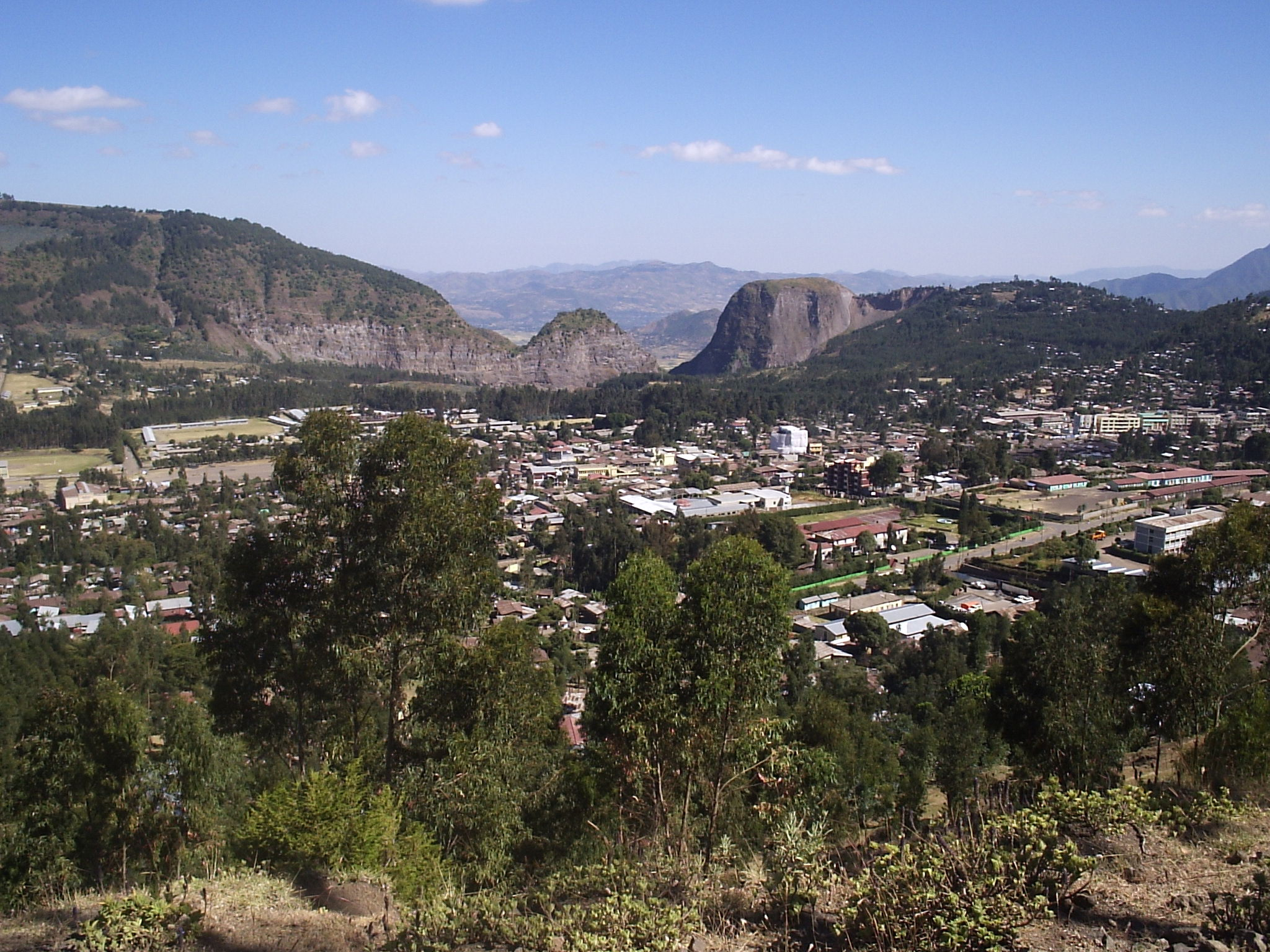
Vy över Dese.

Dese, eller Dessie, är en stad i Amhararegionen i Etiopien, cirka 25 mil nordost om Addis Abeba. Folkmängden beräknades till 131 640 invånare 2011. Dese ligger på östranden av Etiopiens högland, cirka 2 300 meter över havet, och är en viktig marknadsstad och trafikknutpunkt. Den har även en flygplats.